# آئومی مویوک
آئومی مویوک (ایتالیایی: Aomi Muyock؛ زادهٔ ۱۹۸۹) بازیگر و مدل اهل سوئیس است.
وی در کانتون تیچینو که زبان غالبش مردمانش ایتالیایی است در خانواده‌ای هنرمند به‌دنیا آمد. مادرش نقاش، عکاس و نویسنده و پدرش مجسمه‌ساز و نقاش است. او زبان ایتالیایی را به‌خوبی صحبت می‌کند.
از فیلم‌هایی که وی در آنها نقش داشته‌است می‌توان به عشق اشاره کرد. او پیش از نقش‌آفرینی در این فیلم، هیچ‌گونه تجربهٔ بازیگری نداشت.